# Alberto Fernández Sainz

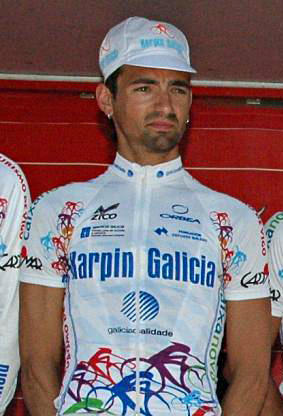
Alberto Fernández Sainz.

Alberto Fernández Sainz (* 15. November 1981 in Barros, Kantabrien) ist ein ehemaliger spanischer Radrennfahrer.
Als Vereinsfahrer wurde Alberto Fernández Sainz im Jahr 2006 Zweiter der Volta a Tarragona und gewann 2007 das Rennen Bizkaiko Bira. Daraufhin wurde er 2008 Radprofi bei Xacobeo Galicia, wo er bis zur Auflösung dieses Teams Ende 2010 blieb, jedoch keine Siege erzielte.
Alberto Fernández Sainz ist der Sohn des erfolgreichen spanischen Radprofis Alberto Fernández Blanco und seiner Gattin Inmaculada.